# District de Xiaguan
Le district de Xiaguan (下关区 ; pinyin : Xiàguān Qū) est une subdivision administrative de la province du Jiangsu en Chine. Il est placé sous la juridiction de la ville sous-provinciale de Nankin (Nankin).